# Hermann Höcherl
Hermann Höcherl (ur. 31 marca 1912 w Brennbergu, zm. 18 maja 1989 w Ratyzbonie) – niemiecki polityk i prawnik, działacz CSU, deputowany do Bundestagu, minister spraw wewnętrznych (1961–1965), minister wyżywienia, rolnictwa i leśnictwa (1965–1969).

## Życiorys
Urodził się w Bawarii w katolickiej rodzinie rolniczej. W latach 1931–1934 studiował prawo i nauki polityczne w Berlinie, Aix-en-Provence i Monachium. Od 1931 do 1932 był członkiem NSDAP. Po ukończeniu studiów zdał w 1938 Państwowy Egzamin Prawniczy. Następnie do 1940 był asesorem sądowym w Ratyzbonie. W 1942 roku powołany do Wehrmachtu. Po wojnie do 1946 roku internowany w amerykańskiej strefie okupacyjnej.
Następnie powrócił do zawodu prawnika, obejmując stanowisko prokurator w Sądzie Okręgowym w Deggendorfie. Od 1951 do 1953 był sędzią sądu okręgowego i przewodniczącym sądu krajowego w Ratyzbonie.
Od 1949 członek CSU, szef struktur partii w okręgu Górny Palatynat. W 1953 roku wybrany z list CSU do Bundestagu, odnawiał mandat w kolejnych wyborach, zasiadając w parlamencie do 1976 roku. W latach 1957–1961 był wiceprzewodniczącym frakcji parlamentarnej CDU/CSU w Bundestagu. W 1961 roku powołany do czwartego rządu Konrada Adenauera na stanowisko ministra spraw wewnętrznych, w kolejnej kadencji parlamentu pełnił funkcje ministra rolnictwa.
Zmarł w Ratyzbonie w 1989 roku.